# Lagodechi
Lagodechi (georgiska: ლაგოდეხი) är en liten stad och ett distrikt i provinsen Kachetien i östra Georgien. I staden ligger en gränsövergång till Azerbajdzjan och distriktet Balakan. Dzjumber Patiasjvili, ledare för Georgiska SSR mellan år 1985 och 1989, föddes i Lagodechi år 1940.
Lagodechis naturreservat, bildat 1911, ligger i området.